# Sociedade Brasileira de Autores, Compositores e Escritores de Música
Sociedade Brasileira de Autores, Compositores e Escritores de Música (SBACEM) é uma instituição brasileira que arrecada os direitos autorais de execução pública musical do Brasil. Faz parte do Escritório Central de Arrecadação e Distribuição (Ecad).
Na década de 2000, era uma das seis entidades consideradas como efetivas, com direito a voto na assembleia-geral do ECAD.
Em 2018, a associação foi habilitada pelo Ministério da Cultura a arrecadar os direitos autorais, realizando cobranças diretamente.